# Licia Corradini
Licia Corradini (Reggio Emilia, 29 dicembre 1985) è un'ex cestista italiana.
Playmaker di 172 cm, ha giocato in Serie A1 con Reggio Emilia, La Spezia, Venezia, Napoli, Lucca e Romagna.

## Carriera

### Nei club
Rimane svincolata dopo il ritiro del Club Atletico Romagna.
Nel 2017-18 è in serie A2 con il Castelnuovo Scrivia.

### In Nazionale
Era stata scelta per far parte della rosa della Nazionale all'Europeo 2009, ma un problema alla schiena l'ha costretta a tornare in Italia, sostituita da Roberta Meneghel.

## Statistiche

### Presenze e punti nei club
Statistiche aggiornate al 5 giugno 2018.
| Stagione        | Squadra                         | Competizione | Partite | Partite | Partite | Statistiche tiro | Statistiche tiro | Statistiche tiro | Altre statistiche | Altre statistiche | Altre statistiche | Altre statistiche | Altre statistiche |
| Stagione        | Squadra                         | Competizione | Pres.   | Titol.  | Minuti  | Tiri da 2        | Tiri da 3        | Liberi           | Rimb.             | Assist            | Rubate            | Stopp.            | Punti             |
| --------------- | ------------------------------- | ------------ | ------- | ------- | ------- | ---------------- | ---------------- | ---------------- | ----------------- | ----------------- | ----------------- | ----------------- | ----------------- |
| 2003-2004       | Memar Reggio Emilia             | Serie A1     | 27      | 1       | 354     | 13/38            | 6/24             | 9/19             | 26                | 11                | 29                | 1                 | 62                |
| 2005-2006       | Termocarispe La Spezia          | Serie A1     | 14      | 1       | 218     | 7/30             | 7/23             | 4/8              | 25                | 8                 | 18                | 1                 | 39                |
| 2006-2007       | Carispe La Spezia               | Serie A1     | 31      | 7       | 653     | 50/128           | 6/29             | 31/50            | 59                | 18                | 36                | 2                 | 149               |
| 2007-2008       | Carispe La Spezia               | Serie A1     | 25      | 12      | 492     | 39/111           | 2/13             | 14/20            | 64                | 13                | 24                | 1                 | 98                |
| 2008-2009       | Umana Venezia                   | Serie A1     | 23      | 1       | 239     | 8/32             | 2/7              | 15/20            | 23                | 9                 | 24                | 0                 | 37                |
| 2009-2010       | Umana Venezia                   | Serie A1     | 12      | 0       | 159     | 6/21             | 0/4              | 0/2              | 25                | 5                 | 19                | 0                 | 12                |
| 2010-2011       | Job Gate Napoli                 | Serie A1     | 29      | 29      | 842     | 48/111           | 9/30             | 20/33            | 91                | 32                | 52                | 1                 | 143               |
| 2011-2012       | Le Mura Lucca                   | Serie A1     | 25      | 20      | 472     | 23/64            | 2/13             | 11/13            | 51                | 23                | 21                | 0                 | 63                |
| '12-gen. '13    | Club Atletico Romagna           | Serie A1     | 8       | 0       | 89      | 3/10             | 2/2              | 3/4              | 7                 | 3                 | 6                 | 0                 | 15                |
| 2013-2014       | OMC Broni                       | Serie A2     | 20      | 20      | 558     | 43/106           | 10/25            | 19/22            | 72                | 48                | 47                | 0                 | 135               |
| 2014-2015       | OMC Broni                       | Serie A2     | 23      | 23      | 737     | 58/139           | 11/49            | 10/13            | 91                | 60                | 41                | 1                 | 159               |
| 2015-2016       | Basket Tricolore                | Serie B      |         |         |         | /                | /                | /                |                   |                   |                   |                   |                   |
| 2016-2017       | Basket Tricolore                | Serie B      |         |         |         | /                | /                | /                |                   |                   |                   |                   |                   |
| 2017-2018       | Eco Program Castelnuovo Scrivia | Serie A2     | 21      | 18      | 569     | 32/81            | 5/27             | 10/12            | 85                | 78                | 35                | 1                 | 89                |
| Totale carriera |                                 |              |         |         |         |                  |                  |                  |                   |                   |                   |                   |                   |

### Cronologia presenze e punti in Nazionale
| Cronologia completa delle presenze e dei punti in Nazionale - Italia | Cronologia completa delle presenze e dei punti in Nazionale - Italia | Cronologia completa delle presenze e dei punti in Nazionale - Italia | Cronologia completa delle presenze e dei punti in Nazionale - Italia | Cronologia completa delle presenze e dei punti in Nazionale - Italia | Cronologia completa delle presenze e dei punti in Nazionale - Italia | Cronologia completa delle presenze e dei punti in Nazionale - Italia | Cronologia completa delle presenze e dei punti in Nazionale - Italia |
| Data                                                                 | Città                                                                | In casa                                                              | Risultato                                                            | Ospiti                                                               | Competizione                                                         | Punti                                                                | Note                                                                 |
| -------------------------------------------------------------------- | -------------------------------------------------------------------- | -------------------------------------------------------------------- | -------------------------------------------------------------------- | -------------------------------------------------------------------- | -------------------------------------------------------------------- | -------------------------------------------------------------------- | -------------------------------------------------------------------- |
| 26-7-2007                                                            | Cavalese                                                             | Italia                                                               | 55 - 61                                                              | Russia                                                               | Amichevole                                                           | 0                                                                    | [ 7 ]                                                                |
| 27-7-2007                                                            | Cavalese                                                             | Italia                                                               | 85 - 76                                                              | Russia                                                               | Amichevole                                                           | 2                                                                    | [ 8 ]                                                                |
| 25-7-2008                                                            | Bormio                                                               | Italia                                                               | 66 - 58                                                              | Lituania                                                             | Torneo amichevole                                                    | 4                                                                    | [ 9 ]                                                                |
| 26-7-2008                                                            | Bormio                                                               | Italia                                                               | 66 - 69                                                              | Belgio                                                               | Torneo amichevole                                                    | 0                                                                    | [ 10 ]                                                               |
| 16-8-2008                                                            | Cagliari                                                             | Italia                                                               | 77 - 62                                                              | Finlandia                                                            | Qual. Euro 2009 - Gruppo B                                           | 0                                                                    | [ 11 ]                                                               |
| 20-8-2008                                                            | Sarajevo                                                             | Bosnia ed Erzegovina                                                 | 53 - 68                                                              | Italia                                                               | Qual. Euro 2009 - Gruppo B                                           | 0                                                                    | [ 12 ]                                                               |
| 27-8-2008                                                            | Chieti                                                               | Italia                                                               | 55 - 63                                                              | Turchia                                                              | Qual. Euro 2009 - Gruppo B                                           | 0                                                                    | [ 13 ]                                                               |
| 3-9-2008                                                             | Espoo                                                                | Finlandia                                                            | 52 - 68                                                              | Italia                                                               | Qual. Euro 2009 - Gruppo B                                           | 0                                                                    | [ 14 ]                                                               |
| 6-9-2008                                                             | Schio                                                                | Italia                                                               | 75 - 49                                                              | Bosnia ed Erzegovina                                                 | Qual. Euro 2009 - Gruppo B                                           | 0                                                                    | [ 15 ]                                                               |
| 13-9-2008                                                            | Adana                                                                | Turchia                                                              | 80 - 61                                                              | Italia                                                               | Qual. Euro 2009 - Gruppo B                                           | 0                                                                    | [ 16 ]                                                               |
| 28-5-2009                                                            | Porto San Giorgio                                                    | Italia                                                               | 68 - 55                                                              | Croazia                                                              | Amichevole                                                           | 2                                                                    | [ 17 ]                                                               |
| 29-5-2009                                                            | Porto San Giorgio                                                    | Italia                                                               | 75 - 71                                                              | Serbia                                                               | Amichevole                                                           | 6                                                                    | [ 18 ]                                                               |
| 1-6-2009                                                             | Porto San Giorgio                                                    | Italia                                                               | 56 - 60                                                              | Serbia                                                               | Amichevole                                                           | 0                                                                    | [ 19 ]                                                               |
| Totale                                                               |                                                                      | Presenze                                                             | 13                                                                   |                                                                      | Punti                                                                | 14                                                                   |                                                                      |